# Утхумпхон

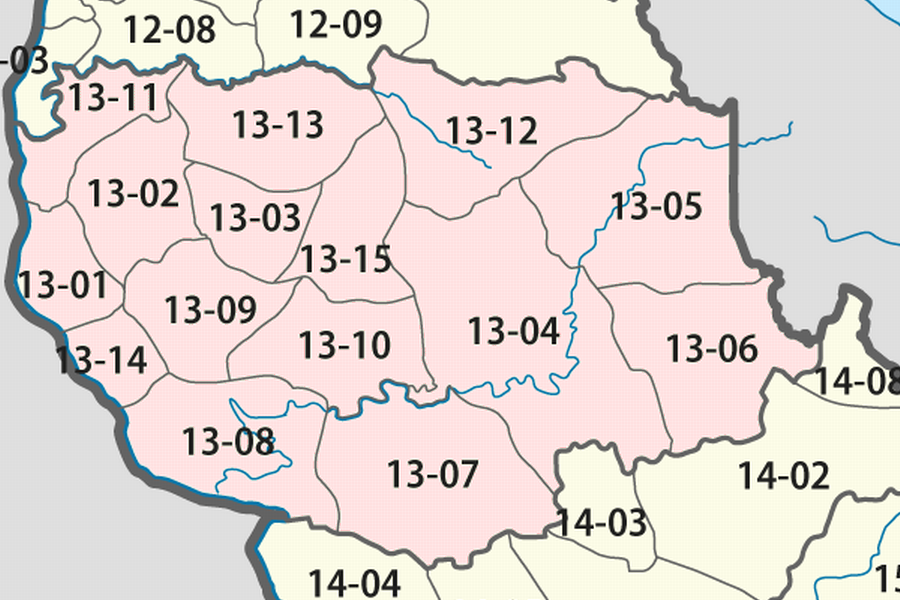
Число 13-02

Утхумпхон — один з районів (лаос. ເມືອງ муанг) провінції Саваннакхет, Лаос.